# Pio Monte dei Marinai di Procida
Il Pio Monte dei Marinai di Procida è una storica istituzione fondata dal Collegium Nautarum, nata nel 1617 per volontà di marinai, barcaioli e padroni di imbarcazioni dell'isola di Procida (Campania). L'istituzione usava parte dei proventi della navigazione per creare un fondo comune, usato per la costruzione di case, la cui rendita finanziava il pagamento delle doti per le figlie dei marinai procidani ed i riscatti per salvare coloro finiti prigionieri dei pirati, oltre che aiuti per i marinai poveri o infermi.
La creazione del Pio Monte era molto innovativa per l'epoca, anticipando di vari secoli le istituzioni di aiuto mutualistiche, diffusesi nel XIX secolo.

## Storia

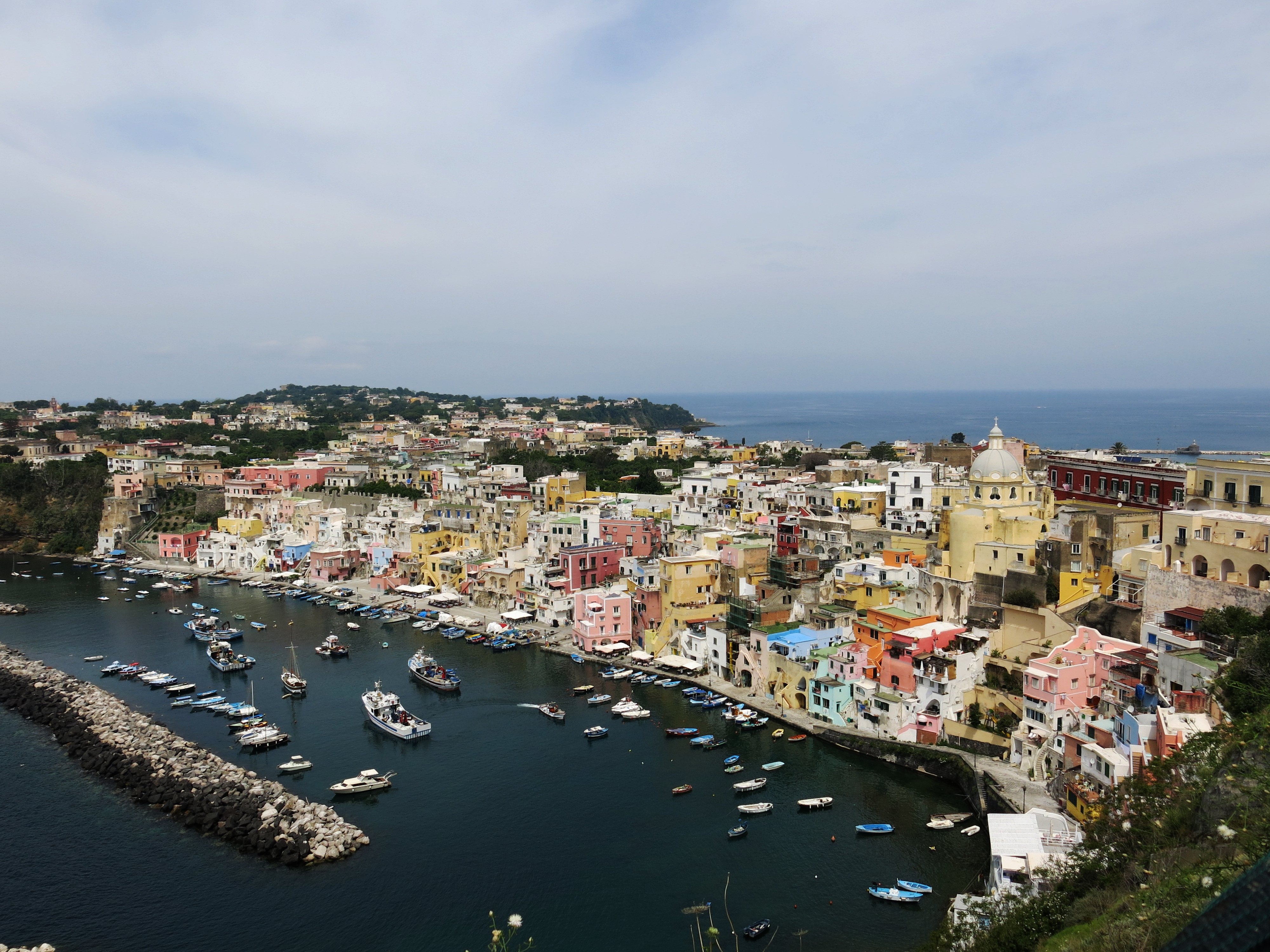
Vista dell'isola di Procida

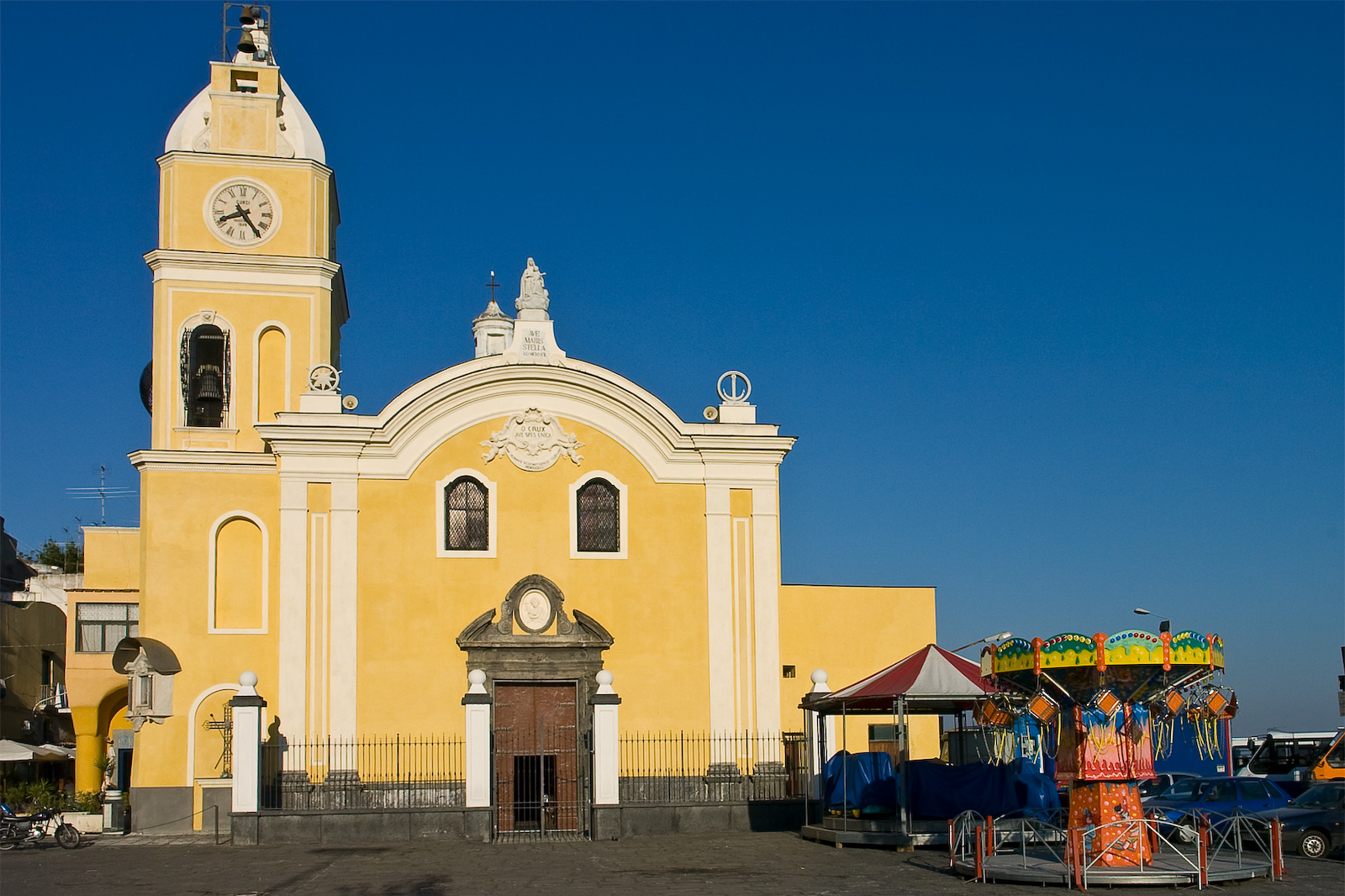
Chiesa di Santa Maria della Pietà, Marina Grande di Procida

Tuttora attivo, nel corso della sua storia ultracentenaria il Pio Monte dei Marinai di Procida è stato più volte riformato. Il suo antico statuto, che può esserne considerato l'atto di fondazione, fu deliberato il 12 aprile del 1617 e fu approvato il 22 luglio dello stesso anno. Il nome originale dell'istituto era "Colonna del riscatto", proprio perché dedicato a pagare il riscatto dei marinai procidani finiti prigionieri dei pirati.   
Il primo articolo dello statuto stabiliva che l'iscrizione era riservata esclusivamente a chi era marinaio o barcaiolo o padrone di nave. Per gli iscritti e per le loro famiglie il Pio Monte dei Marinai di Procida prevedeva sostegno ed assistenza, secondo precisi e stabiliti criteri. Sostegni erano previsti per i marinai disabili o in età avanzata, per i quali il Pio Monte si faceva anche carico delle spese funerarie; sussidi erano previsti inoltre per le figlie nubili di marinai iscritti al Monte - se erano povere e di sani costumi - per le fanciulle che decidevano di farsi monache, per il riscatto di marinai prigionieri e per altri pochi casi particolari. 
Fonte principale di finanziamento, prevista dall'antico statuto, erano le quote che gli iscritti erano tenuti a versare e precisamente la quarta parte dei loro guadagni, provenienti dal lavoro sul mare. Da notare che lo statuto - come norma per evitare indebite appropriazioni - prevedeva che il cassiere doveva essere scelto tra i più facoltosi tra gli amministratori.
Il primo denaro raccolto fu destinato alla costruzione di una cappella, dedicata alla Vergine della Pietà, che sorse sull'approdo principale dell'isola di Procida, detto di Sancio Cattolico o di Marina Grande. La Cappella è oggi inglobata nella successiva chiesa di Santa Maria della Pietà, che ha le pareti riccamente affrescate. 

### Lo Statuto del 1617
L'originale dell'antico statuto del 1617 è conservato nell'Archivio diocesano di Napoli. Le sedici regole sono state tradotte dal latino e pubblicate da Sergio Zazzera nel 2015.
Lo statuto si conclude con queste parole (nella traduzione dal latino fatta da Sergio Zazzera):
- Per l'osservanza delle suddette regole fu invocato l'aiuto regio e su relazione del Regio Consigliere Scipione Rovito fu richiesto tale patrocinio sotto la reggenza del viceré Duca d'Ossuña; fu ordinato, inoltre, che per l'esazione delle quote si potesse ricorrere alla Gran Corte della Vicaria e che al rendimento dei conti sia presente un ministro delegato dal viceré, senza la cui autorizzazione non potranno essere apportate aggiunte o detrazioni ai capitoli. Vi è il Regio beneplacito e la bolla del Papa Urbano VIII, di conferma del Monte e di costruzione della suddetta Chiesa.